# Laphria dichroa
Laphria dichroa là một loài ruồi trong họ Asilidae. Laphria dichroa được Wiedemann miêu tả năm 1828. Loài này phân bố ở vùng Tân nhiệt đới.